# Ornipholidotos likouala
Ornipholidotos likouala är en fjärilsart som beskrevs av Henry Stempffer 1969. Ornipholidotos likouala ingår i släktet Ornipholidotos och familjen juvelvingar. Inga underarter finns listade i Catalogue of Life.